# C/2017 X1 (PANSTARRS)
C/2017 X1 (PANSTARRS) — одна з комет сімейства Юпітера. 
Комета відкрита 12 грудня 2017 року; була 20.2m на час відкриття.